# トマス・セシル (初代エクセター伯爵)
初代エクセター伯爵トマス・セシル（英: Thomas Cecil, 1st Earl of Exeter, KG、1542年5月5日 - 1623年2月8日）は、イングランドの貴族、政治家。
1598年に父ウィリアム・セシルからバーリー男爵の爵位を継承し、ついで1605年にエクセター伯爵に叙された。

## 経歴
1542年3月5日、エリザベス1世の国王秘書長官ウィリアム・セシル（後のバーリー男爵）とその先妻メアリーの長男として誕生。初代ソールズベリー伯爵ロバート・セシルは異母弟にあたる。
ケンブリッジ大学トリニティ・カレッジに進学し、ついでグレイ法曹院で学ぶ。フランスに留学したが、女遊びばかりでろくに勉強しなかったという。そのため父はトマスよりロバートを引き立てようとした。
1563年から1567年、1571年、1572年から1583年にかけてスタンフォード選挙区から選出されて庶民院議員を務める。ついで1584年から1587年にかけてはリンカンシャー選挙区、1592年から1593年まではノーザンプトンシャー選挙区から選出されて庶民院議員を務める。
1575年にナイトに叙される。1598年に死去した父より第2代バーリー男爵位を継承し、1605年にはエクセター伯爵に叙された。
1599年から1603年まで北部法廷議長とヨークシャー知事を務めた。
1623年2月7日に死去。ウェストミンスター寺院に葬られた。

## 人物
優秀な弟ロバートの存在のために父から期待されることなく、日蔭の人生を生きることになった。しかしトマスは父の弟贔屓を恨むことは決してなかった。トマス自身、弟の方が自分よりはるかに頭が良いと認めていた。弟に対しても何の不満も抱いておらず、弟が必要とすればいつでも弟を支持した。
『英国人名辞典』のトマスの記事では、凡庸な人物であり親が異なっていたら何も記録に残らなかったであろうと評されている。

## 栄典

### 爵位
- 1598年8月4日、第2代バーリー男爵（1571年創設イングランド貴族爵位）[1]
- 1605年5月4日、初代エクセター伯爵（イングランド貴族爵位）[1]

### 勲章
- 1601年、ガーター勲章士（KG）[1][2]

## 家族
1564年に第4代ラティマー男爵ジョン・ネヴィル（キャサリン・パーの2度目の結婚時の継子にあたる）の娘ドロシーと結婚し、彼女との間に5男8女を儲けた。男子には次男の第2代エクセター伯爵ウィリアム・セシル、三男のサー・リチャード・セシル、四男の初代ウィンブルドン子爵エドワード・セシルなどがいる。女子には長女ルーシー（第4代ウィンチェスター侯爵夫人）、四女メアリー（初代ノリッチ伯爵夫人）、五女エリザベス（エドワード・コーク夫人）、六女フランセス（初代サネット伯爵夫人）などがいる。
- ウィリアム（1566年 - 1640年） - 第2代エクセター伯爵
- ルーシー（? - 1614年） - 第4代ウィンチェスター侯爵ウィリアム・ポーレット（英語版）と結婚
- ミルドレッド（? - 1611年） - サー・トマス・リードと結婚、エドマンド・トラフォードと再婚
- リチャード（英語版）（1570年 - 1633年） - 庶民院議員
- エドワード（英語版）（1572年 - 1638年） - 初代ウィンブルドン子爵
- メアリー（? - 1638年） - 初代ノリッチ伯爵エドワード・デニー（英語版）と結婚
- ドロシー（1577年 - 1613年） - サー・ジャイルズ・アリントンと結婚
- エリザベス（英語版）（1578年 - 1646年） - エドワード・コークと結婚
- トマス（? - ?） - エスクワイア
- フランセス（1580年/1581年 - 1653年） - 初代サネット伯爵ニコラス・タフトン（英語版）と結婚

1610年に第4代シャンドス男爵ウィリアム・ブリッジスの娘フランセスと再婚し、彼女との間にも一女を儲けた。